# Пацевич, Григорий Михайлович
Григо́рий Миха́йлович Паце́вич (1823; Полтавская губерния, Российская империя — 16 июня 1877; Баязет, Османская империя) — русский офицер, потомственный дворянин. Участник Кавказской, Крымской и Русско-турецкой (1877—1878) войн. В последнюю умер от полученных ран во время осады турецкими войсками русского гарнизона в Баязете (см. Баязетское сидение).

## Биография
Григорий Пацевич родился в 1823 году в обер-офицерской семье. Происходил из дворянского рода Полтавской губернии. Православного вероисповедания. Воспитывался в частном учебном заведении. В декабре 1839 года поступил на службу фейерверкером. С 7 февраля 1841 года унтер-офицер. Первый офицерский чин получил 6 мая 1843 года. Принимал участие в боевых действиях против горцев в Чечне и Дагестане. После этого участвовал в Крымской войне, за отличие в которой дважды награждался орденами Св. Анны (3-й и 2-й степеней). 19 июля 1854 года уже в чине штабс-капитана Пацевич назначен командиром роты Ставропольского пехотного полка. 6 августа 1857 года Пацевич вступил в должность полкового адъютанта. С 1 июля 1858 года полковой казначей, а 23 ноября того же года за отличия по службе присвоен чин капитана.
17 ноября 1861 года Пацевич на должности командира роты был переведён в Крымский 73-й пехотный полк. За очередное отличие на завершающем этапе Кавказской войны по покорению Западного Кавказа, 26 февраля 1863 года ему было присвоен чин майора. В феврале-марте 1864 года в составе Даховского отряда вновь отличился в боях против горцев, за что в том же году ему была пожалована золотая сабля с надписью «За храбрость». 28 июля 1865 года Приказом по Кавказской Армии Пацевич утверждён в должности командира 1-го батальона того же Крымского полка, а 23 октября следующего года, вновь за отличие против горцев, ему был присвоен чин подполковника. 8 ноября 1871 был избран Председателем полкового суда, и, пробыв на этой должности до 9 июля 1873 года, продолжил командовать батальоном.
С началом 12 апреля 1877 года русско-турецкой войны, Пацевич находился в составе Эриванского отряда, который действовал на Азиатском театре войны. 24 мая он был назначен командующим войсками Баязетского округа, который находился на тот момент де-факто под протекторатом России. 6 июня, при проведении Пацевичем усиленной рекогносцировки, его отряд наткнулся на превосходящие силы противника, и едва избежал полного истребления (см. Бой у Инджа-су). Небольшой русский гарнизон в тот же день укрылся в баязетской цитадели, которая со всех сторон была блокирована турецкой армией.

## Ранение и смерть
8 июня турецкие силы пошли на штурм цитадели, и Пацевич, оценив ситуацию как критическую, принял решение капитулировать. Во время поднятия белого флага он получил ранение. Пуля прошла через спину и пробила грудь. По свидетельству ряда очевидцев, выстрел был произведён из цитадели, вероятнее всего, кем-то из противников её сдачи врагу. Вслед за этим он получил второе ранение в плечо. Спускаясь с лестницы, Пацевич произнёс: «Я ранен ― теперь делайте, как хотите». Сразу после этого весь гарнизон бросился на стены и отразил штурм.
Раненного Пацевича поместили в одной из комнат цитадели. 16 июня 1877 года, на восьмой день после полученных ранений, он в окружении группы офицеров скончался. Перед смертью Пацевич успел обратиться к офицерам: «Господа! ― в намерении сдать крепость я не виноват…». 18 июня он был похоронен в одном из подвальных помещений баязетской цитадели.

## Семья
Имя жены Пацевича неизвестно. Скончалась в 1876 году. Овдовев, Пацевич оставался с 5 малолетними детьми. По уходе его в 1877 году на русско-турецкую войну дети оставались на попечении родственницы, вдовы коллежского советника, Марии Ивановны Столнаковой.
Дети
- Зинаида (26.9.1860—?)
- Михаил (28.9.1865—13.2.1916 †) — полковник, командир Томского 39-го пехотного полка, герой Первой мировой войны, погиб в бою на реке Спяглица
- Николай (13.12.1868—?)
- Александр (5.2.1874—?)
- Елена (5.5.1876—?)

## Награды
Ордена
- орден Св. Анны 3-й степени с бантом (1853)
- орден Св. Анны 2-й степени с мечами (1855) и с императорской короной (1865)
- орден Св. Станислава 2-й степени с императорской короной (1859)
- золотая сабля «За храбрость» (1864)
- орден Св. Владимира 4-й степени с бантом за 25 лет службы в офицерских чинах (1866)

Медали
- бронзовая медаль «В память войны 1853—1856»
- серебряная медаль «За покорение Чечни и Дагестана»
- медаль «За покорение Западного Кавказа»

Другие награды
- Крест «За службу на Кавказе»

## Комментарии
1. ↑  Там же хоронили и других погибших защитников цитадели.